# Kwassa kwassa (Comores)
Pour les articles homonymes, voir Kwassa kwassa.

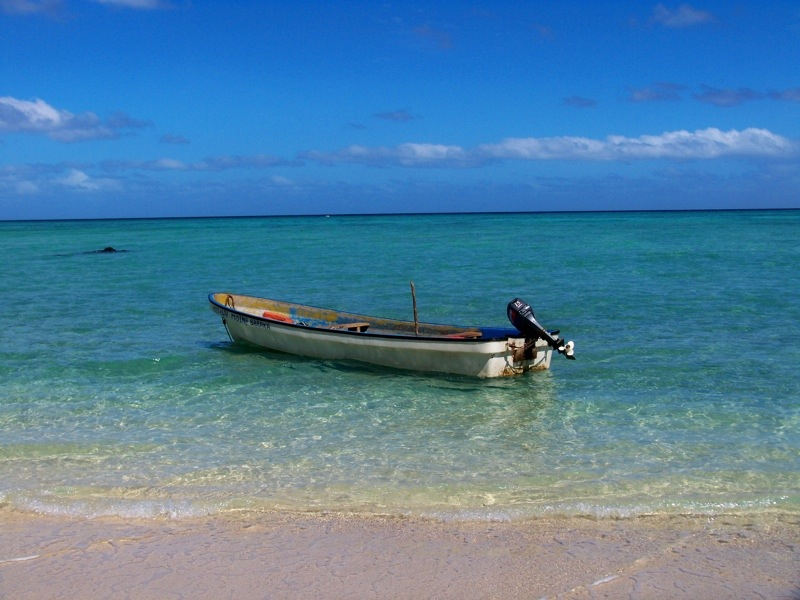
Un kwassa-kwassa.

Kwassa-kwassa (ou kwasa kwasa) est le nom comorien d'un type de canots de pêche rapides de 7 à 10 m de long pour 1 m de large, à fond plat et équipés aujourd'hui d'un ou deux moteur(s).
On parle aussi de « drame des kwassa » pour parler des personnes qui périssent chaque année en tentant de se rendre sur l'île de Mayotte, de manière illégale et dont la traversée de 70 km dans un bras de mer est réputée pour être particulièrement périlleuse entre Anjouan et Mayotte.

## Origines
À l'origine, « kwasa kwasa » est le nom d'une danse congolaise connue pour être très rythmée et saccadée. Dans l'archipel des Comores, le terme « kwassa-kwassa » a fini par désigner des pirogues légères, du fait qu'elles tanguent énormément.
Dans le but de développer la pêche aux Comores, l'ONU[réf. nécessaire] a financé au début des années 2010 la construction sur l'île d'Anjouan d'une usine de construction de pirogues motorisées légères en résine plastique à faible coût, adaptées à la pêche côtière.

## Drame des kwassa-kwassa
Rapidement, les embarcations très peu coûteuses fabriquées à Anjouan (quelques centaines d'euros) ont commencé à être utilisées puis privilégiées par les réseaux de passeurs comorien, pour rallier les côtes de Mayotte de manière illégale,, en dépit du danger des 70 km d'océan qui séparent Anjouan de Mayotte, et pour laquelle ces frêles esquifs ne sont absolument pas adaptés (une seule traversée, même couronnée de succès, suffit généralement à rendre la coque inutilisable[pourquoi ?], et elles sont la plupart du temps abandonnées sur la plage une fois délestées de leurs moteurs).
Les kwassa-kwassa sont aujourd'hui le principal moyen employé par les passeurs pour l'immigration clandestine vers Mayotte dont l’île attire une forte immigration en provenance des Comores, en grande partie illégale. En 2014, 597 kwassa kwassas ont ainsi été interceptés par les autorités françaises, avec à leur bord 12 879 personnes, et 610 passeurs ont été arrêtés, selon des données de la Direction générale des Outre-Mer. On estime le flux entrant d'immigrés clandestins à environ 25 000 à 30 000 personnes par an, pour 18 000 à 20 000 reconduites à la frontière. Malgré la présence marginale d'Africains continentaux, ce flux serait essentiellement constitué de Comoriens, et notamment d'Anjouanais.
La traversée en kwassa-kwassa coûte 250 €, contre 1 000 € pour un passage en bateau privé. Avec ces tarifs, un kwassa kwassa  est rentabilisé même s'il est intercepté (la France détruit chaque année des centaines de coques, souvent devenues inutilisables après une seule traversée). Ces barques semblent de plus en plus « pilotées par des mineurs en raison de l'impunité pénale dont ils bénéficient » dans le droit français,.

### Responsabilité de l’État comorien
Les autorités comoriennes quant à elles semblent peu impliquées dans la lutte contre ce drame qui décime pourtant les couches les plus vulnérables de leur population : alors que l'industrie de l'immigration clandestine se fait à ciel ouvert côté comorien, les autorités interceptent environ un kwassa-kwassa par an (pour 450 à 500 départs annuels) au titre de leur coopération régionale dans la lutte contre l'immigration clandestine, et l'usine qui produit ces barques à usage unique à un rythme effréné n'a jamais été mise en cause.
De nombreuses personnalités mahoraises dénoncent une complicité active de l’État comorien dans ce drame : les réseaux de passeurs n'ont jamais fait l'objet d'une action de police majeure aux Comores, abandonnant l'ensemble de la gestion de ce drame humanitaire à l’État français, c'est-à-dire à l'autre bout de la mer, après la mort de nombreux passagers. Cette sinistre industrie de mort connaît ainsi une prospérité économique florissante en toute impunité à Anjouan.
Enfin, le « marché très juteux » (selon la Police aux Frontières) de l'immigration clandestine bénéficierait largement aux Comores, leur permettant d'évacuer leur excédent de population et notamment les chômeurs, les délinquants et les malades, mais aussi de bénéficier en retour d'une importante rente en provenance des quelques membres de la diaspora connaissant le succès économique. Le business du passage génère ainsi des dizaines de milliers d'euros de bénéfice net chaque année, sans compter qu'une grande partie des objets et équipements volés à Mayotte se retrouvent ensuite sur le marché comorien, à faible prix.
En retour, l’Association nationale d'assistance aux frontières pour les étrangers note que nombre de Mahorais profitent aussi de cette situation pour employer illégalement la main-d’œuvre[réf. nécessaire] immigrée à très faible coût et dans des conditions parfois extrêmement précaires. Les familles d'accueil pour mineurs isolés constituent aussi une rente importante (environ 1 000 € par mois et par enfant), courant le risque de voir émerger des dynasties de Thénardier mahorais.

### Polémique sur le terme kwassa-kwassa en 2017
En juin 2017, lors d'une visite au Centre régional opérationnel de surveillance et de sauvetage (Cross) atlantique situé à  Étel dans le Morbihan, une phrase du président de la République, Emmanuel Macron, dans une séquence captée par les équipes de l'émission Quotidien, déclenche une polémique sur les médias sociaux : « Mais le kwassa-kwassa pêche peu : il amène du Comorien. C’est différent. » Le député socialiste de Seine-Saint-Denis Daniel Goldberg — en tant que président du groupe d'amitié France-Union des Comores de l’Assemblée nationale — « invite Emmanuel Macron à régler les problèmes locaux plutôt qu'à en rire ». De son côté l’ex-ministre écologiste Cécile Duflot, rappelle qu’un rapport du Sénat évalue à 7 000 à 10 000 le nombre de morts entre 1995 et 2012 liés à la migration en kwassa-kwassa. Finalement, l'équipe de communication de l’Élysée reconnaît « une plaisanterie pas très heureuse sur un sujet grave », « complètement regrettable et malvenue ».
Mohamed Bacar Dossar, ministre comorien des Affaires étrangères, souhaite des excuses du président de la République Emmanuel Macron, considérant que l'usage du terme « du », devant Comorien, est « choquant et méprisant ». Pour les Comores, cette déclaration est à mettre « sur le compte de la jeunesse ».